# Monorail de Palm Jumeirah
Le monorail de Palm Jumeirah (en anglais : Palm Jumeirah Monorail) est un monorail construit à Dubaï aux Émirats arabes unis, qui est destiné à desservir l'ensemble de l'archipel artificiel de Palm Jumeirah depuis la terre ferme.
Inauguré le 30 avril 2009, il ne comporte pour le moment que deux stations terminus, les deux stations intermédiaires n'ayant pas été ouvertes. Une expansion est également prévue afin d'assurer sa connexion avec la ligne rouge du métro de Dubaï.

## Histoire
Les travaux de construction de la ligne ont débuté en mars 2006, sous la supervision du conglomérat japonais Marubeni, et prirent fin en 2008, suivis de tests des rames jusqu'en novembre de la même année. Son inauguration prévue initialement au mois de décembre suivant, fut reportée cinq mois plus tard. L'exploitation ayant été confiée en 2010, à la société britannique Serco.

## Caractéristiques techniques
La technique utilisée est celle du monorail fabriqué par la firme japonaise Hitachi pouvant transporter 40 000 passagers par jour, en parcourant le trajet en 15–20 minutes avec une rame toutes les trois minutes, aux heures de pointe.